# روبرت ويلسون (فنان)
روبرت ويلسون (بالإنجليزية: Robert Willson)‏ هو فنان أمريكي، ولد في 28 مايو 1912، وتوفي في 1 يونيو 2000.